# ブラックプリンセス 地獄の天使
『ブラックプリンセス 地獄の天使』（ブラックプリンセス じごくのてんし）は、日本のVシネマである。東映より1990年4月13日に発表された。

## 概要
5年前に刑事の兄を殺した麻薬シンジケートに闘いを挑む、女性捜査官の活躍を描いたバイオレンス・アクション。東映Vシネマシリーズ作品。
キャッチフレーズは、「奴はわたしが殺（や）る!!」。

## キャスト
- 岡村恵：宮崎萬純 - 女刑事。
- 渡辺刑事：羽賀研二
- 進藤遼一：竹中直人 - 表向きは古美術商、実際は麻薬シンジケート。
- 岡村悟：杉本哲太 - 恵の兄。
- 長門裕之
- 中村由真

## スタッフ
- 監督：田中秀夫
- 脚本：武上純希、神戸一彦
- 撮影：松村文雄
- 特殊効果：原口智生
- 音楽：岩田雅之

## 主題歌
不明。

## ビデオ
- 『ブラックプリンセス 地獄の天使』（1990年4月13日発売 東映 VRTM-01024）

## LD
- 『ブラックプリンセス 地獄の天使』（発売不明）

## 関連作品
- 『ブラックプリンセス2 炎の標的』（1991年3月8日発売 東映 VRTM-01115）